# Thorsten Hohmann

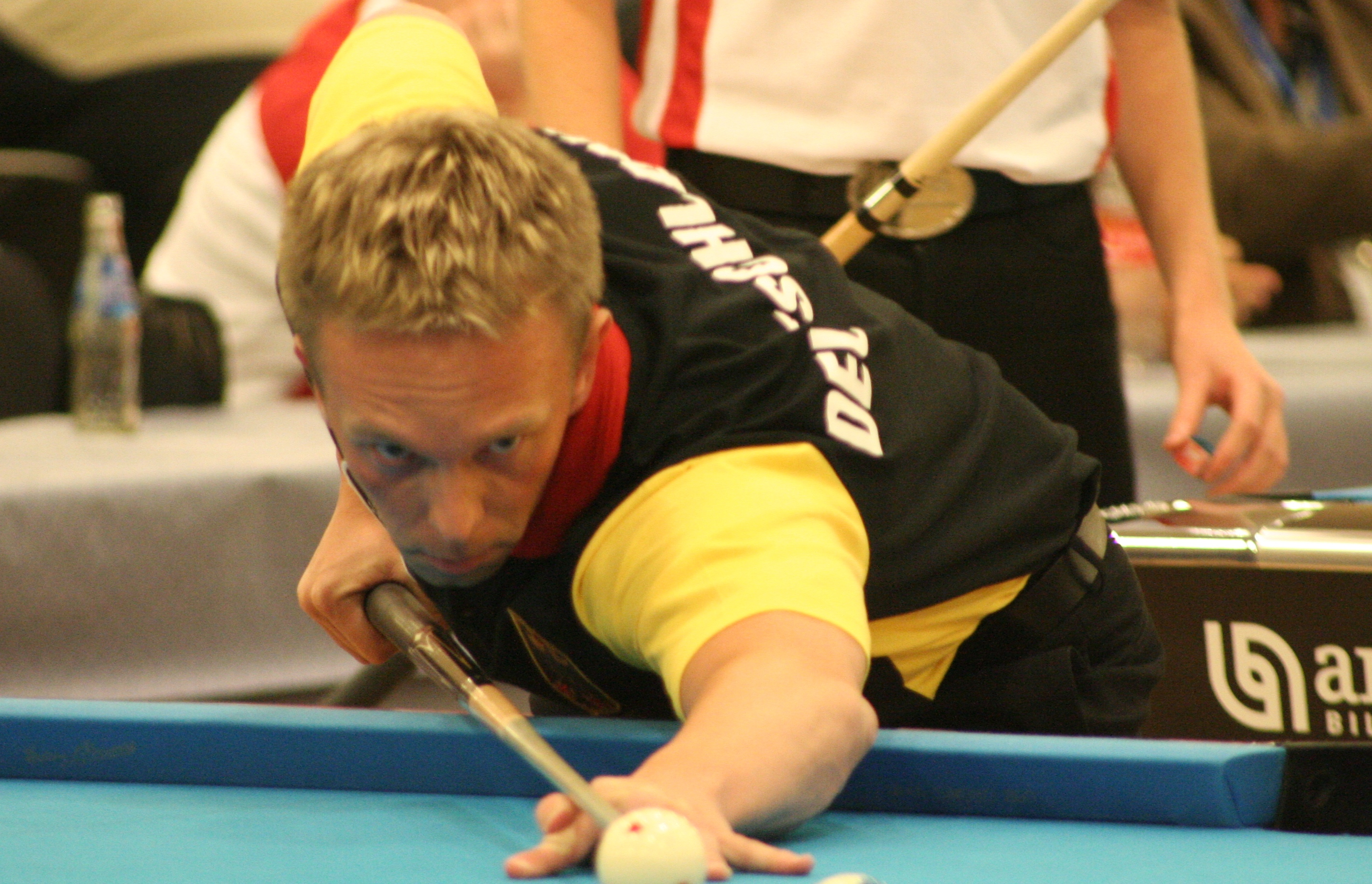

Thorsten Hohmann (Fulda, 14 juli 1979) is een Duits poolbiljarter met als bijnaam 'The Hitman' die tegenwoordig in Jacksonville woont.
Hij werd in 2001 met zijn team Europees kampioen en brak internationaal definitief door in 2003 met het winnen van het wereldkampioenschap 9-ball door een finale-overwinning op Alex Pagulayan. Hij won in 2006 door een finale-overwinning op Thomas Engert het wereldkampioenschap straight pool waarna hij op de eerste plaats stond van de wereldranglijst. 
Hij won het Europees kampioenschap 8-ball in 2004, het Europees kampioenschap 9-ball in 2007 en het Europees kampioenschap straight pool in 2005.
Hij won de World Pool League in 2005 door een finale-overwinning op Francisco Bustamante en eindigde in 2003 op de tweede plaats door een finalenederlaag tegen Rodney Morris. Hij eindigde op de Wereldspelen 2005 op de tweede plaats op het onderdeel 9-ball. Dat jaar won hij de laatste editie van het ESPN Sudden Death Seven-ball 7-ball-toernooi.

## Persoonlijke records
- achter elkaar uitgemaakt 8-ball-partijen: 13
- achter elkaar uitgemaakt 9-ball-partijen: 9
- hoogste serie straight pool: 404